# Islam in Liechtenstein
Der Islam im Fürstentum Liechtenstein hatte 2015 laut der Volkszählung 2215 Anhänger, was 5,9 % der Bevölkerung entspricht. Fünf Jahre zuvor waren es noch 5,4 % der Bevölkerung respektive 1960 Personen gewesen. Nach den Katholiken und den Reformierten (2364 Personen, 6,3 %) sowie neben den Religionslosen (2623 Personen) bilden die Muslime die drittgrösste Religionsgemeinschaft im Land. Rund ein Viertel der Muslime im Land sind liechtensteinische Staatsbürger.
Die Mehrheit der Muslime in Liechtenstein sind Sunniten und stammen mehrheitlich aus der Türkei, aus dem Kosovo, aus Bosnien und Herzegowina und aus Nordmazedonien. In der Volkszählung von 1970 wurden nur acht männliche Muslime erfasst. Durch Arbeitsmigration aus der Türkei und aus Jugoslawien kamen in der Folge vermehrt Personen muslimischen Glaubens ins Land.
1974 wurde in Liechtenstein der Türkische Verein gegründet. Sechs Jahre später konnte auf Anregung des Vereins in Eschen eine erste Moschee, die sogenannte «Grüne Moschee», eingerichtet werden. Heute befindet sie sich in Triesen. Seit 2001 gewährt die Regierung Liechtensteins der «Grünen Moschee» eine Aufenthaltsgenehmigung für einen Imam sowie eine Kurzzeitgenehmigung für einen weiteren Imam während des Ramadans. Um das Jahr 1990 spaltete sich die Gemeinschaft auf, und es wurde eine weitere Moschee gegründet, die sich nach längerer Zeit in Triesen heute in Sevelen SG befindet. Trotzdem versteht sie sich als liechtensteinische Gemeinschaft, da sie im Fürstentum ihren Vereinssitz hat. Während diese Moscheen vor allem von Türken besucht werden, besuchen bosnische und albanische Muslime eher Moscheen in Buchs SG. Die muslimischen Gemeinschaften in den Nachbargebieten sind mit 11 % im Vorarlberg und 7 % im Kanton St. Gallen deutlich grösser.
Die Muslime in Liechtenstein leiden unter einer gewissen Islamophobie und Ausgrenzung in der Gesellschaft. Zudem fehlt im Fürstentum ein Friedhof für Muslime.